# Limnellia huachuca
Limnellia huachuca är en tvåvingeart som beskrevs av Wayne N. Mathis 1978. Limnellia huachuca ingår i släktet Limnellia och familjen vattenflugor.
Artens utbredningsområde är Arizona. Inga underarter finns listade i Catalogue of Life.